# Kevin Wada
Kevin Wada es un acuarelista y dibujante de cómics estadounidense. Wada ganó popularidad como artista fan, ilustrando personajes de Marvel Comics y DC Comics vistiendo alta costura. Actualmente trabaja como artista de portada para editoriales de cómics. En 2015 rediseñó el popular personaje de Marvel Comics, la Bruja Escarlata. Wada reside actualmente en San Francisco, California.

## Biografía

### Primeros años
Kevin Wada nació en el área metropolitana de Los Ángeles. Se crio en el Valle de San Gabriel y luego asistió a la Facultad de Artes de California en San Francisco. Es gay y de ascendencia asiática. Su trabajo está influenciado por el dibujante de cómics Bill Sienkiewicz.

### Carrera
Kevin Wada llamó la atención por primera vez por su reinvención de las mujeres de X-Men en ilustraciones de moda. Actualmente trabaja junto a Marvel y DC Comics y ha sido acreditado en 146 números, que incluyen obras como She-Hulk, Buffy the Vampire Slayer, Iceman y Catwoman.

## Trabajo en Bruja Escarlata
El trabajo de Kevin Wada con Emily Shaw en Scarlet Witch incluyó un rediseño significativo en su personaje y apariencia. El objetivo inicial de Wada al rediseñar a Scarlet Witch era hacerla "lujosamente gótica y oscuramente romántica. Algo moderno, glamuroso y a la moda", pero estos diseños iniciales se moderaron a medida que el diseño continuaba.